# Брандвиця
Брандвиця (пол. Brandwica) — село в Польщі, у гміні Пишниця Стальововольського повіту Підкарпатського воєводства.
Населення — 727 осіб (2011).
У 1975-1998 роках село належало до Тарнобжезького воєводства.

## Демографія
Демографічна структура станом на 31 березня 2011 року:
|          | Загалом | Допрацездатний вік | Працездатний вік | Постпрацездатний вік |
| -------- | ------- | ------------------ | ---------------- | -------------------- |
| Чоловіки | 362     | 75                 | 241              | 46                   |
| Жінки    | 365     | 69                 | 205              | 91                   |
| Разом    | 727     | 144                | 446              | 137                  |